# تيموثي إيتون
تيموثي إيتون هو رائد أعمال وشخصية أعمال كندي، ولد في مارس 1834 في بيليمينا في المملكة المتحدة، وتوفي في 31 يناير 1907 في تورونتو في كندا بسبب ذات الرئة.